# Коналл Гутбинн

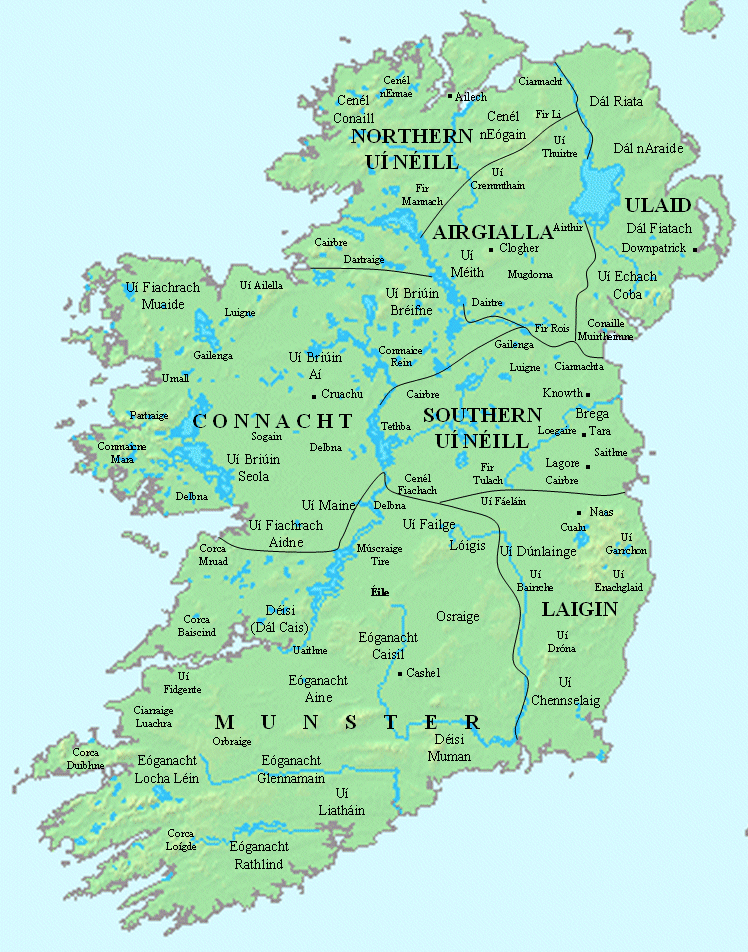
Ирландия в Раннее Средневековье

Коналл Гутбинн (Коналл мак Суибни; др.‑ирл. Conall Guthbinn, Conall mac Suibni; убит в 635) — король Миде (621—635) из рода Кланн Холмайн.

## Биография

### Ранние годы
Коналл был одним из сыновей правителя королевства Миде Суибне мак Колмайна. Его прозвище — «Гутбинн» — означает «Сладкоголосый».
Отец Коналла, Суибне мак Колмайн, был убит в 600 году по приказу верховного короля Ирландии Аэда Слане. Желая отомстить за смерть отца, Коналл в 604 году организовал убийство Аэда Слане. Местом гибели верховного короля называют селение Файтхе Мик Менкнайне в окрестностях современного Баллимора. Тем, кто нанёс ему смертельный удар, был Аэд Густан, молочный брат Коналла Гутбинна, а помогал ему Баэтгал Биле. Хотя анналы преподносят это убийство как акт мести, возможно, это событие было связано с борьбой за власть над Южными Уи Нейллами между членами Кланн Холмайн и Сил Аэдо Слане. Это предположение делается на основе сообщения анналов о гибели в день убийства верховного короля и его союзников, короля небольшого лейнстерского королевства Уи Файльги Аэда Рона мак Катайла и короля Тетбы Аэда Буиде. Хотя места гибели этих правителей называются разные — Аэд Рон был убит в Файтхе Мейк Меккнайне (вблизи Баллимора), а Аэд Буиде — в Бруиден-да-Коке —, ответственность за их смерть в средневековых исторических источниках возлагается на тех же лиц, которые были повинны и в гибели Аэда Слане.

### Король Миде
Коналл Гутбинн получил власть над Миде в 621 году после гибели короля Энгуса мак Колмайна. Резиденция королей Миде находилась вблизи холма Уснех, в связи с чем в некоторых средневековых источниках (например, в «Лейнстерской книге») правители этого королевства упоминаются как короли Уснеха. В «Лейнстерской книге» и трактате «Laud Synchronisms» сообщается, что Коналл владел королевским титулом пятнадцать лет.
Вероятно, вступление Коналла Гутбинна на престол Миде сопровождалось междоусобиями среди членов рода Кланн Холмайн. По свидетельству ирландских анналов, в 622 году Коналл одержал при Кенн Дейлгтене (современный Килдалки) победу над войском своих родичей из септа Кланн Холмайн Бикк, возглавлявшимся двумя сыновьями Либрена мак Иллайнна. Союзником Коналла в этом сражении был Домналл Пёстрый, будущий король Дал Риады.
Предполагается, что в 628 году Коналл Гутбинн оказал помощь женатому на его сестре Уасал правителю Северного Лейнстера Фаэлану мак Колмайну из рода Уи Дунлайнге. В сражении при Дума Айрхире они нанесли поражение королю Южного Лейнстера Крундмаэлу Болг Луате из рода Уи Хеннселайг, который пал на поле боя.
Следующее по времени сообщение о Коналле Гутбинне датировано 633 годом, когда он назван среди участников сражения при Ат Гоане (к западну от Лиффи). В этой битве он вместе с королём Мунстера Файльбе Фланном содействовал победе Фаэлана мак Колмайна над правителем Лейнстера Кримтанном мак Аэдо из рода Уи Майл. В результате сражения Кримтанн погиб, а Фаэлан смог овладеть лейнстерским престолом. Вероятно, целью участников коалиции было устранение короля Кримтанна, покровительство которому оказывал их враг, верховный король Ирландии Домналл мак Аэдо. Предполагается, что вмешательство правителя Миде в лейнстерские дела было также вызвано желанием Коналла обезопасить границы своих владений от нападений правителей Уи Файльги и намерением в дальнейшем расширить свою экспансию против своих врагов из рода Сил Аэдо Слане, правивших королевством Брега.
По свидетельству ирландских анналов, вслед за победой при Ат Гоане Коналл Гутбинн начал войну против Бреги. Уже в 634 году в сражении при Лох-Третине во Фремайнне (современном Лох-Дретине около Фревин-Хилла в графстве Уэстмит) он одержал победу над королями-соправителями Бреги, братьями Конгалом мак Аэдо Слане и Айлилем Арфистом, павшими на поле боя. В противоположность данным анналов, в поэме Фланна Майнистреха «Síl Aeda Sláne na Sleg» сообщается, что Айлиль и Конгал погибли в сражении при Ат Гоане, вмешавшись в междоусобную войну в Лейнстере. Их победителями называются Коналл Гутбинн и лейнстерский король Фаэлан мак Колмайн.
Однако уже в 635 году сам Коналл Гутбинн был убит в «доме сына Нада Фройха» новым королём Бреги Диармайтом мак Аэдо Слане и его союзником Маэл Умаем мак Фораннайном из Айргиаллы. Преемником Коналла на престоле Миде стал его брат Маэл Дойд мак Суибни.

### Семья
Сын и один из внуков Коналла Гутбинна, Айрметах Кривой и Фаэлху мак Айрметайг, погибли в 637 году в сражении при Маг Рот. Другой внук Коналла, Диармайт Диан, также как и дед правил королевством Миде.